# Красимир Йорданов (поет)
Красимир Йорданов Йорданов е български поет и бард.

## Биография
Роден е на 30 юли 1967 г. в Бургас. През 1991 г се премества да живее в Пловдив., по-късно живее в чужбина, а понястоящем - във Варна.

## Творчество
Автор и изпълнител в моноспектаклите „Всичко е на нервна почва“ и „Джаз“.
Автор е на стихосбирките:
- „Лунясвам!“ (2000)
- „Отглеждане на мъж“ (2005)
- „Римувани бургазми“ (2009)
- „Необятно“ (2012)

Дискография – Албуми с авторски песни:
- „Духът на дивия козел“ (1996), откъдето идва и прякорът му „Див козел“,
- „Черен дракон“ (двоен албум, 2013)
- „Свещ“ (2020)

## Награди
Носител е на „Голямата награда“ от фестивалите за поети с китара в Харманли, Ловеч, Несебър, Бургас (два пъти) и на награди „За цялостно творчество“ от фестивалите в Равда и София. Печели наградата за текст на песен на „Плевенски китарен фестивал“ през 2019 г.
Като поет печели първо място в националните конкурси:
- „Ерато“ – София (в конкуренцията на пет хиляди участника),
- „Пиянство от любов“ – Силистра,
- „Море за всички“ – Варна
- „За един по-човечен свят“ – Пловдив
- „България – болка и надежда“ – Пловдив,

За първата си книга „Лунясвам“ получава специалната награда на вестник „Луд труд“ по време на „Южна пролет“ 2000 г. в Хасково. Печели и конкурса за неиздаван ръкопис на община Пловдив с „Необятно“.
Спонсорира конкурси за поезия и фестивали за авторска песен, както и сайтът за нова българска литература www.shtyrkel.net. Участва в „Поетическа академия“ на Добромир Тонев, Литературно студио „Младост“ на Николай Гюлев, „Метафора“ на Иван Ройдов.
Член на Дружеството на пловдивските писатели, Сдужение на писателите - Варна и Съюза на българските писатели.